# 祁德川
祁德川（1960年—），景颇族，中华人民共和国政治人物、第十一届全国政协委员。
担任云南省少数民族语文指导工作委员会研究员。2008年，当选第十一届全国政协委员，代表少数民族界，分入第五十组。